# Bosque vacío

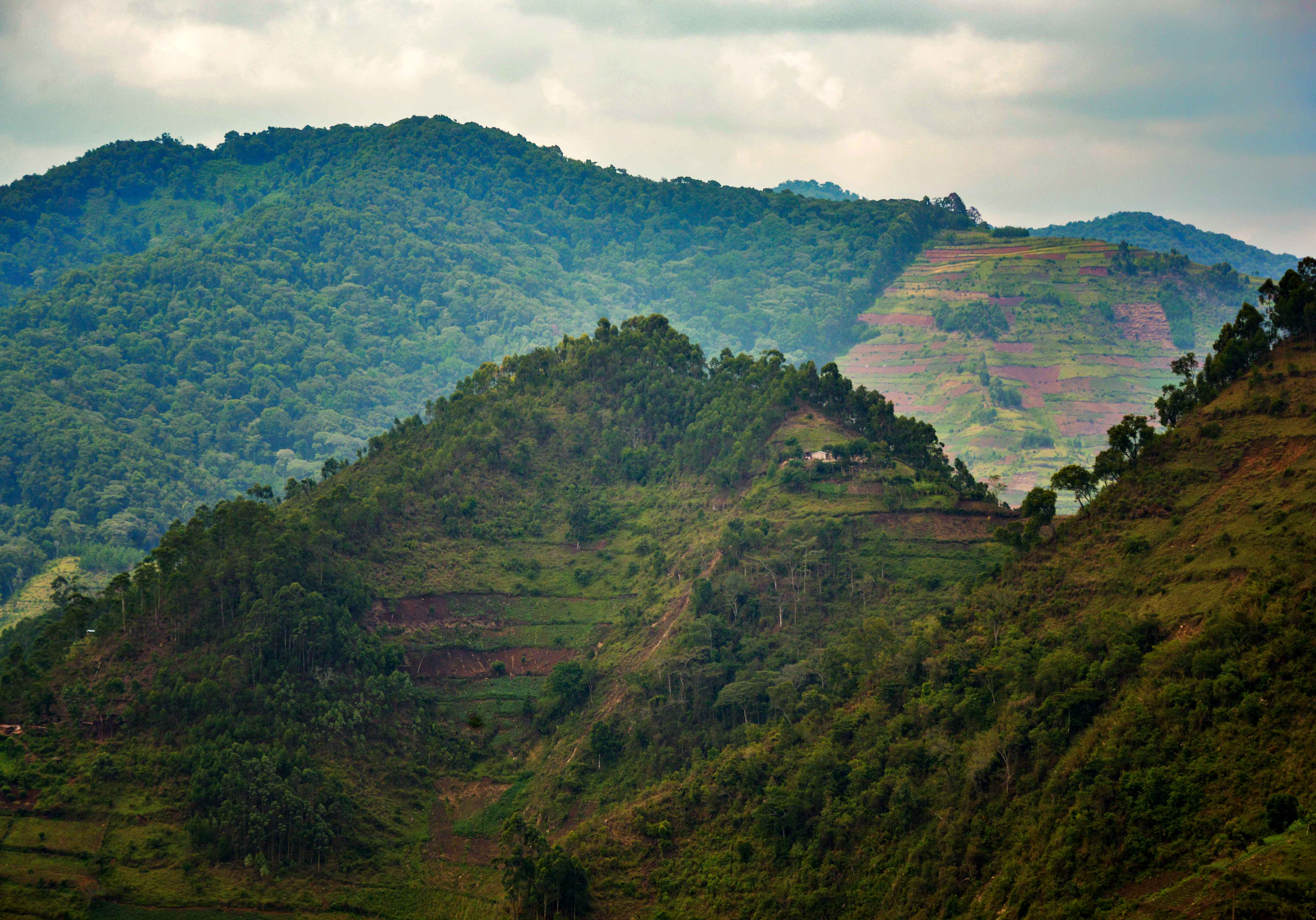
La destrucción del hábitat es una de las principales causas de desaparición de grandes mamíferos en los bosques

Bosque vacío es un término acuñado por el artículo de Kent H. Redford The Empty Forest (1992), que fue publicado en BioScience, en referencia a un ecosistema que carece de grandes mamíferos. Los bosques vacíos se caracterizan por un excelente hábitat y, a menudo, tienen árboles grandes y completamente desarrollados, aunque carecen de grandes mamíferos como resultado del impacto humano. Los bosques vacíos muestran que el impacto humano puede destruir un ecosistema tanto desde dentro como desde fuera.
Muchos de los grandes mamíferos que están desapareciendo, como los cérvidos y los tapires, son importantes para la dispersión de semillas. Muchas especies de árboles que están muy localizadas en su dispersión dependen de los mamíferos en lugar del viento para dispersar sus semillas. Además, cuando la depredación de semillas disminuye, los árboles con grandes semillas comienzan a dominar por completo a los que tienen semillas pequeñas, cambiando el equilibrio de la vida vegetal en un área.
Los grandes mamíferos depredadores son importantes para aumentar la diversidad general al asegurarse de que los depredadores y herbívoros más pequeños no se vuelvan sobreabundantes y dominen. La ausencia de grandes depredadores parece resultar en densidades desiguales de especies de presa. Aunque es posible que ciertos animales no se hayan extinguido por completo, es posible que hayan disminuido en número hasta el punto de haber sufrido una extinción ecológica. Los animales que más probablemente han sufrido una extinción ecológica en los bosques neotropicales son los depredadores, grandes dispersores y depredadores de semillas más importantes.
La defaunación de los grandes mamíferos puede realizarse por medios directos o indirectos. Cualquier tipo de actividad humana no dirigida a los animales en cuestión que resulte en la defaunación de esos animales es indirecta. El medio más común de defaunación indirecta es la destrucción del hábitat. Sin embargo, otros ejemplos de medios indirectos de defaunación de grandes mamíferos serían la recolección excesiva de frutos o la caza excesiva de presas que los grandes mamíferos necesitan para alimentarse. Otro ejemplo de un medio indirecto de defaunación de los grandes mamíferos es a través de los subproductos de las actividades humanas modernas, como el mercurio y el humo, o incluso la contaminación acústica.
Hay dos categorías de defaunación directa. Incluyen la caza de subsistencia y la caza comercial. Las especies de animales más comunes que se cazan son típicamente las especies más grandes de su área. Los grandes mamíferos de un área a menudo están representados por solo unas pocas especies, pero constituyen una parte importante de la biomasa total. En áreas con una caza moderada, la biomasa de especies de mamíferos de caza disminuye en un 80,7%. En áreas con caza intensa, la biomasa de especies de mamíferos cinegéticos puede disminuir en un 93,7%.